# Еврейское кладбище (Владикавказ)
Еврейское кладбище во Владикавказе — киркут еврейской общины, существовавшей ранее в городе Владикавказ и его окрестностях. В настоящее время находится в границах улиц Бакинской, Братьев Габайраевых и Солнечной. Главный вход располагается с улицы Бакинской.

## История
Первые евреи появились во Владикавказе после указа Александра I от 1804 года, разрешающем покидать пределы черты оседлости и селиться в Кавказской губернии.
В 1835 году евреи были выселены из Владикавказа, за исключением ремесленников. К началу этого года во Владикавказе проживало около 10 тысяч человек иудейского происхождения. В 1837 году евреям было вновь разрешено поселяться на Кавказе. Согласно «Сборнику сведений о Терской области» от 1878 года во Владикавказе проживало 15868 евреев.
В 1865 году был построен иудейский молитвенный дом на улице Садовой (ныне — улица Серобабова).
В 1880 году иудейская община приобрела земельный участок для обустройства собственного кладбища. На территории этого некрополя местный торговец И. М. Ладыженский построил синагогу, в память о своей умершей дочери. До настоящего времени сохранились надгробные плиты жены и дочери И. Ладыженского.
В 30-х годах XX столетия еврейское кладбище перешло в собственность городских властей. В это же время была разрушена синагога. В 1990 году некрополь был возвращён иудейской общине.
В советское время на кладбище стали производиться захоронения представителей неиудейского происхождения. В настоящее время иудейское кладбище является самым старым участком некрополя. На территории также находится грузинский участок и в последнее время на нём стали производиться захоронения представителей осетинского народа.

## Галерея

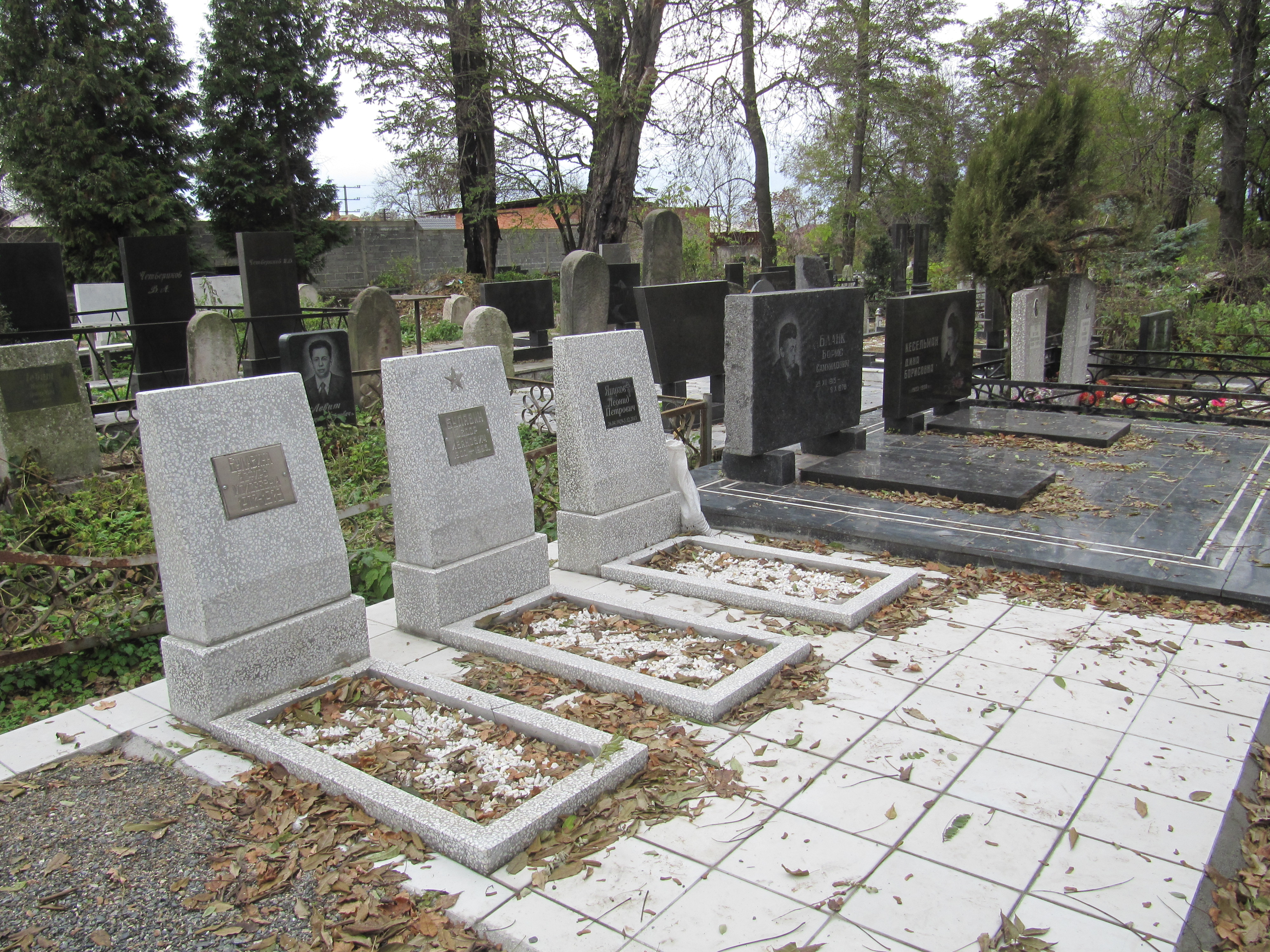
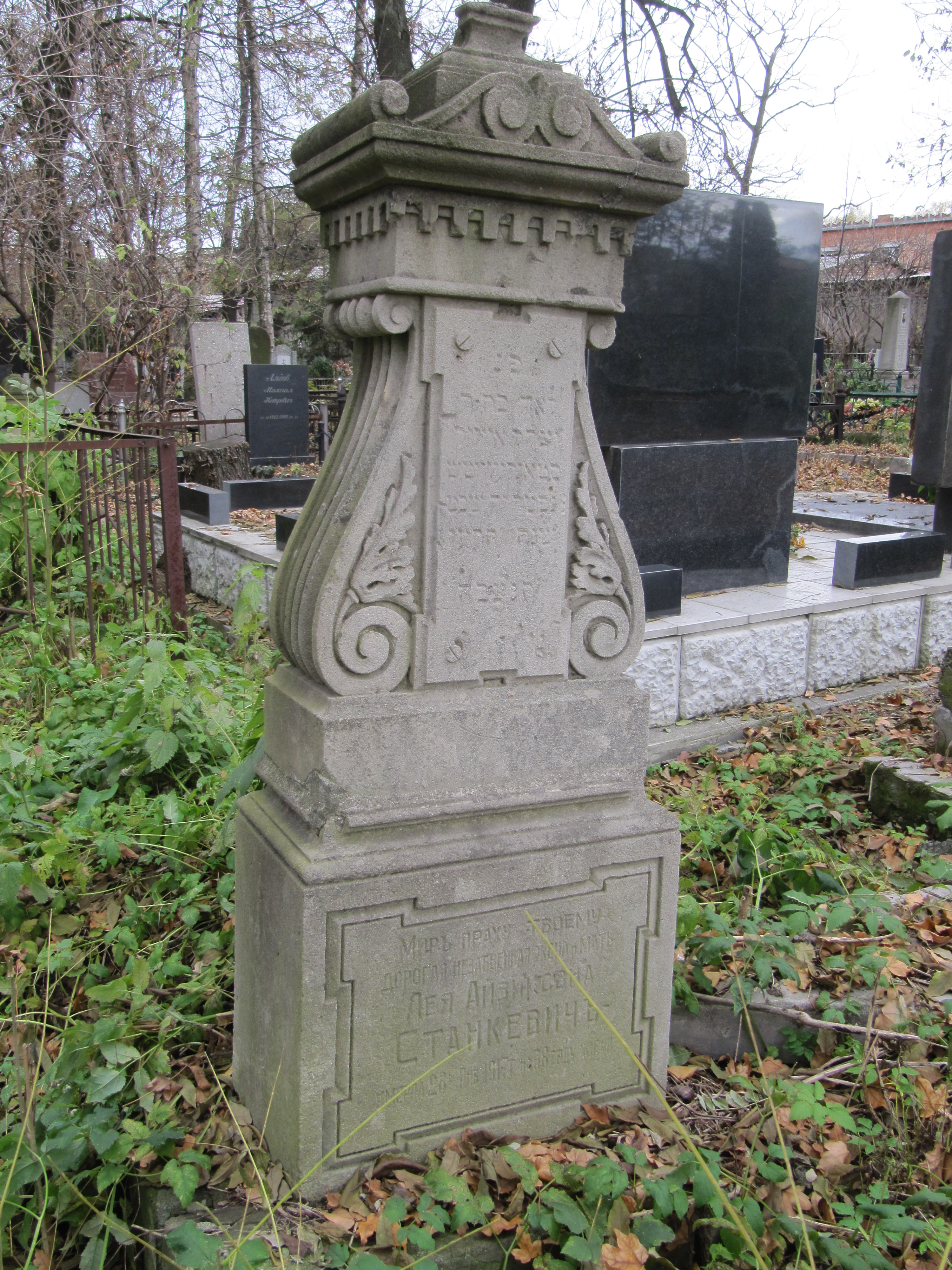
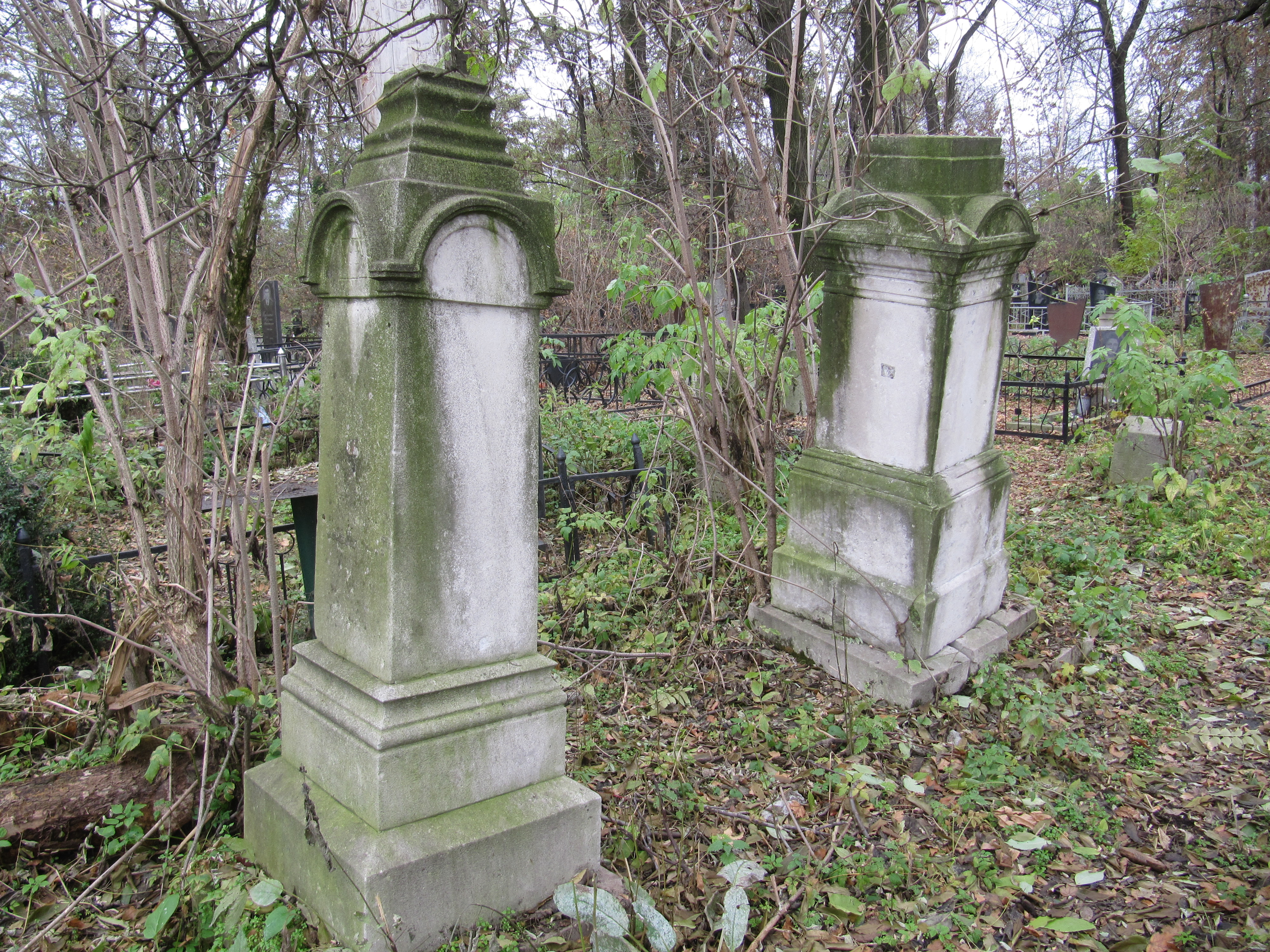
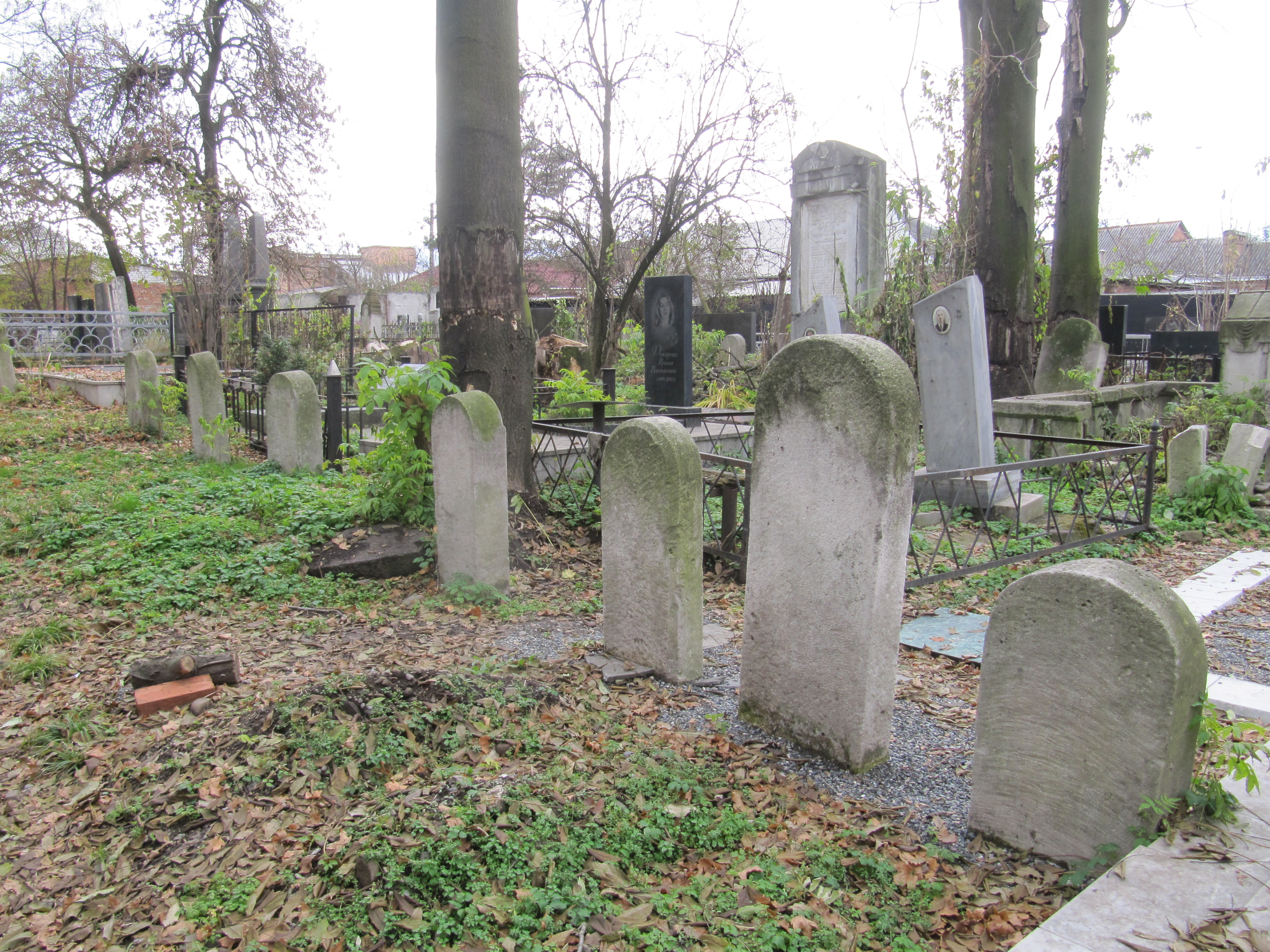
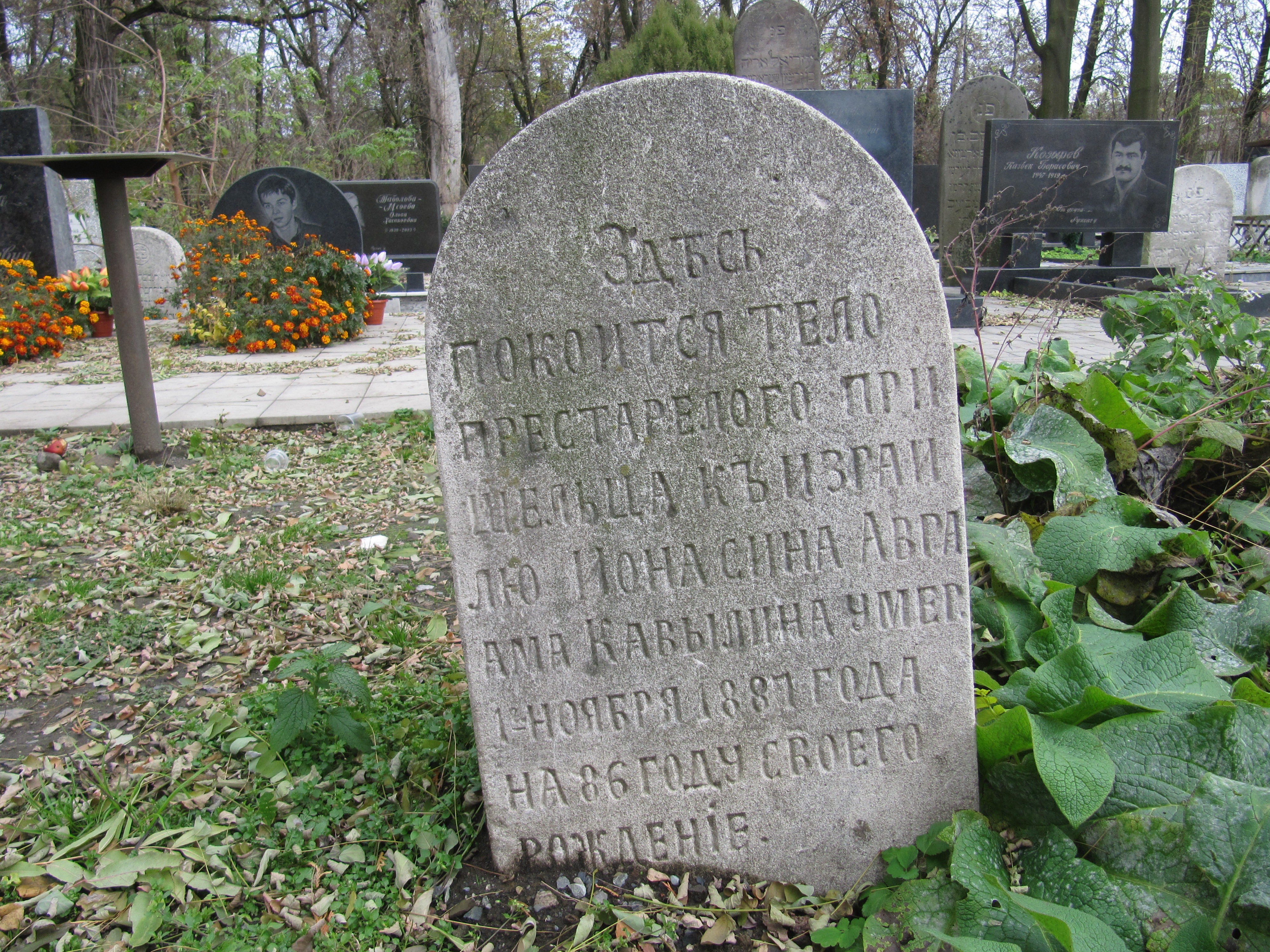
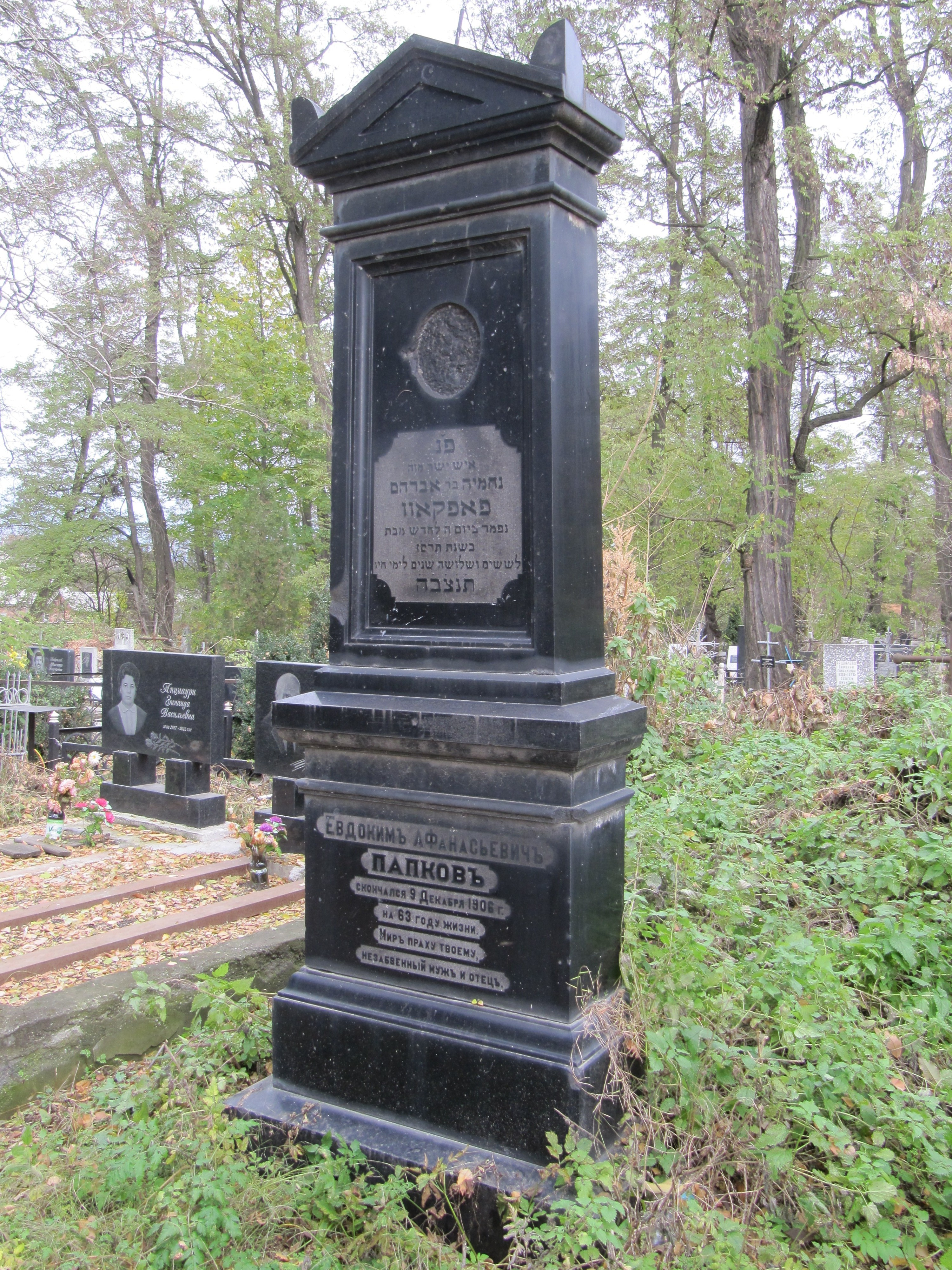